# Kanokon
Kanokon (かのこん), abréviation de Kanojo wa Kon, to Kawaiku Seki o Shite (彼女はこん、とかわいく咳をして), est une série de light novels écrits par Katsumi Nishino et illustrés par Koin. Le premier volume est publié le 31 octobre 2005 par Media Factory, et quinze tomes sont sortis au 24 décembre 2010.
Une adaptation en manga de neuf volumes a été publié entre août 2006 et août 2010 dans le magazine Monthly Comic Alive. Une adaptation en série télévisée d'animation de douze épisodes a été diffusée sur la chaine AT-X entre avril et juin 2008, et deux OAV servant de séquelle sont ensuite sortis en octobre 2009. Un visual novel est également sorti sur PlayStation 2 en juillet 2008.

## Synopsis
Kôta Oyamada est un lycéen de première année tout à fait normal. Tout change quand Chizuru Minamoto tombe amoureuse de lui. Elle est dans la même école que lui mais pas dans la même classe, car elle est plus âgée que lui et naturellement perverse. Mais Chizuru n'est pas ordinaire, elle n'est pas humaine. C'est un esprit-renard.

## Personnages

### Personnages principaux
Kôta Oyamada (小山田 耕太, Oyamada Kōta)
Kôta est un lycéen de première année, timide et mignon ; le seul problème est qu'il a beaucoup de mal à dire non et à se fâcher contre quelqu'un. Difficile lorsque Chizuru le suit partout. Plus jeune, Kôta a bien failli se noyer dans une rivière et a désormais une crainte de la natation. On découvre plus tard que Kôta possède aussi d'étonnants pouvoirs d'esprit-renard et qu'il peut lui-même prendre possession de Chizuru. Il éveille ce pouvoir lorsqu'il veut sauver Chizuru de Nue. Cela vient à supposer que Kouta serai lui-même un esprit, ou tout du moins qu'il n'est que partiellement humain.
Chizuru Minamoto (源 千鶴, Minamoto Chizuru)
Chizuru est une élève de deuxième année à l'école de Kôta. Elle est très jolie. Elle semble être normale, mais elle est en fait un esprit-renard âgé d'environ 400 ans (quand elle se révèle elle-même, ses cheveux noirs virent au blond lorsqu'elle se transforme). Elle est amoureuse de Kôta et ne cesse d'essayer de faire des cochonneries à ce dernier (qui ne sait pas se défendre). Chizuru est aussi une très mauvaise cuisinière ; Kôta tombe toujours dans les pommes après avoir mangé les horribles plats de la jeune fille.
Nozomu Ezomori (犹守 望, Ezomori Nozomu)
Nozomu est une première année, donc dans la même classe que Kôta. Elle a les cheveux courts argent, mais c'est en fait un esprit-loup. Elle a un frère ainé nommé « Saku ». Nozomu est aussi amoureuse de Kôta et essaye de rivaliser avec Chizuru, même si elle a un peu d'amitié pour elle. Cette jeune fille insulte parfois sa rivale de « grosse vache » (「」, « ») et lui dit souvent qu'elle est grosse. Elle est très vorace lorsqu'il s'agit de nourriture. Elle aussi cuisine mais encore pire que Chizuru.

### Personnages secondaires
Tayura Minamoto (源 たゆら, Minamoto Tayura)
Tayura est le frère de Chizuru et un des camarades de Kôta. Comme sa sœur, lui aussi est un esprit-renard ; quoique beaucoup plus jeune, il a du mal à se servir de ses pouvoirs. Il aime Akane, mais à chaque fois qu'il essaye de se rapprocher d'elle, il se fait jeter, en disant que la façon qu'il a de se rapprocher est indécente. Il adore taquiner sa sœur et Kôta au sujet de leur couple.
Akane Asahina (朝比奈 あかね, Asahina Akane)
Akane est la déléguée de classe de Kôta et porte des lunettes. Pour cette raison, elle a un sens élevé des règlements du lycée, et reproche souvent à Kôta que sa relation avec Chizuru est indécente . De plus Akane accepte toujours un verre d'alcool sachant qu'elle ne le supporte pas et cela finit toujours en catastrophe.
Akane est très froide avec Tayura, alors qu'il a risqué sa vie pour la sauver de la noyade.
Ren Nanao (七々尾 蓮, Nanao Ren) et Ai Nanao (七々尾 藍, Nanao Ai)
Ren et Ai sont des jumelles de la même classe que Kôta. Elles ont les cheveux courts et rouges et se ressemblent comme deux gouttes d'eau. Les jumelles sont chasseuses de monstres ; elles vivent dans un temple et sont très pauvres. Un jour, elles ont eu la tâche d'éliminer Chizuru, mais elles ont plutôt approuvé de la sympathie pour elle et ont finalement refusé d'accomplir la mission que leur avait confiée Minori.
Omi Kiriya (桐山 臣, Kiriyama Omi)
Omi est un étudiant de deuxième année à l'école de Kôta, il est un esprit des vents, il a donc le pouvoir de contrôler les vents. Il a déjà été l'amer ennemi du frère et de la sœur Minamoto, car il blesse accidentellement Kôta qui en voulant protéger Chizuru a pris le coup à sa place. Comme il n'est pas permis de nuire à l'homme, un tel acte a des conséquences graves pour lui.
Mio Osakabe (長ヶ部 澪, Osakabe Mio)
Mio est elle aussi étudiante en deuxième année, et est amoureuse de Omi. En raison de sa petite taille, elle souvent confondue avec les élèves de primaire. Elle est un esprit grenouille et peut guérir rapidement. Mio est en très bons termes avec Omi.
Ryusei Kumada (熊田 流星, Kumada Ryūsei)
Ryusei est un étudiant de troisième année. Il a une plaie en forme de croix sur l'œil gauche ; il a en fait été un chef de gang de la délinquance, mais a voulu redevenir le jeune étudiant qu'il était et a vite retrouvé sa place. Après toutes ses années de délinquance, il décide de recommencer en élève de première année. Lui aussi est un esprit, précisément un esprit-ours.
Minori Mitama (三珠 美乃里, Mitama Minori)
Minori est en fait la sœur de Kôta ; elle a tenté plusieurs fois de séparer Kôta et Chizuru, et n'y arrivera pas.
Nue (鵺, Nue)
Nue est le serviteur de Minori ; elle dispose d'une paire d'ailes de corbeau.
Tamamo (玉藻, Tamamo)
Elle est la mère de Chizuru, bien qu'elles ne sont pas liées par le sang. Mais elle est aussi le renard à neuf queues, un esprit des plus puissants.
Yukihana (雪花, Yukihana)
C'est la servante de Tamamo ; elle a été envoyée par Tamamo pour accomplir une mission qu'elle réussira et lui transmettra un message à Chizuru.

## Light novel
| no | Japonais                                      | Japonais          | Japonais          |
| no | Titre                                         | Date de sortie    | ISBN              |
| -- | --------------------------------------------- | ----------------- | ----------------- |
| 1  | かのこん                                      | 25 octobre 2005   | 978-4-8401-1429-5 |
| 2  | かのこん２ 〜はじまりはじまり〜               | 25 janvier 2006   | 978-4-8401-1488-2 |
| 3  | かのこん３ 〜ゆきやまかぞくけいかく〜         | 25 avril 2006     | 978-4-8401-1534-6 |
| 4  | かのこん４ 〜オトメたちのヒミツ〜             | 25 juillet 2006   | 978-4-8401-1577-3 |
| 5  | かのこん５ 〜アイをとりもどせ！〜             | 25 octobre 2006   | 978-4-8401-1727-2 |
| 6  | かのこん６ 〜ナギサのぱいぱいぷー〜           | 25 janvier 2007   | 978-4-8401-1785-2 |
| 7  | かのこん７ 〜さよなら、オオカミ〜             | 25 juin 2007      | 978-4-8401-1871-2 |
| 8  | かのこん８ 〜コイビトたちのヒミツ〜           | 22 novembre 2007  | 978-4-8401-2086-9 |
| 9  | かのこん９ 〜あらたなるめざめ〜               | 25 février 2008   | 978-4-8401-2144-6 |
| 10 | かのこん１０ 〜おわりのはじまり〜             | 25 mai 2008       | 978-4-8401-2320-4 |
| 11 | かのこん１１ 〜アイはぼくらをすくう！〜       | 25 septembre 2008 | 978-4-8401-2425-6 |
| 12 | かのこん１２ 〜ちずるメリーゴーラウンド！〜   | 23 janvier 2009   | 978-4-8401-2639-7 |
| 13 | かのこん１３ 〜オトメとらいあんぐる〜         | 25 septembre 2009 | 978-4-8401-2836-0 |
| 14 | かのこん１４ 〜どきどき☆らぶれっすん〜        | 25 janvier 2010   | 978-4-8401-3160-5 |
| 15 | かのこん１５ 〜カノジョはコンと・・・・・・〜 | 24 décembre 2010  | 978-4-8401-3458-3 |

## Manga
| no | Japonais         | Japonais      |
| no | Date de sortie   | ISBN          |
| -- | ---------------- | ------------- |
| 1  | 23 janvier 2007  | 9784840116657 |
| 2  | 23 août 2007     | 9784840119412 |
| 3  | 22 novembre 2007 | 9784840119764 |
| 4  | 22 mars 2008     | 9784840122115 |
| 5  | 23 octobre 2008  | 9784840122733 |
| 6  | 23 mars 2009     | 9784840125475 |
| 7  | 23 juillet 2009  | 9784840125932 |
| 8  | 22 décembre 2009 | 9784840129589 |
| 9  | 23 août 2010     | 9784840133661 |

## Anime
L'adaptation en série télévisée d'animation a été annoncée en novembre 2007. Celle-ci a été diffusée du 5 avril au 21 juin 2008 sur la chaine AT-X. En juin 2009, une nouvelle adaptation est annoncée : il s'agit d'une séquelle sorti sous forme de deux OAV, sorti en DVD le 25 novembre et 22 décembre 2009.

### Liste des épisodes
| No    | Titre français                   | Titre japonais                  | Titre japonais                          | Date de 1re diffusion |
| No    | Titre français                   | Kanji                           | Rōmaji                                  | Date de 1re diffusion |
| ----- | -------------------------------- | ------------------------------- | --------------------------------------- | --------------------- |
| 1     | Ma première fois ?               | 初めてしちゃう？                | Hajimete Shichau?                       | 5 avril 2008          |
| 2     | Nous ne faisons plus qu'un ?     | ひとつになっちゃう？            | Hitotsu ni Nacchau?                     | 12 avril 2008         |
| 3     | Prendras-tu plaisir à manger ?   | 美味しく食べちゃう？            | Oishiku Tabechau?                       | 19 avril 2008         |
| 4     | Je ne peux vraiment pas l'ôter ? | 脱げなくなっちゃった？          | Nugenaku Nacchatta?                     | 26 avril 2008         |
| 5     | Je n'ai plus le droit ?          | ダメになっちゃう？              | Dame ni Nacchau?                        | 3 mai 2008            |
| 6     | Je peux, s'il te plaît ?         | お願いしちゃう？                | Onegai Shichau?                         | 10 mai 2008           |
| 7     | Et si on se tenait chaud ?       | あたためてあげちゃう？          | Atatamete Agechau?                      | 17 mai 2008           |
| 8     | On entre en même temps ?         | 一緒に入っちゃう？              | Issho ni Haitchau?                      | 24 mai 2008           |
| 9     | Sensations trop intenses ?       | 感じすぎちゃう？                | Kanjisugichau?                          | 31 mai 2008           |
| 10    | Arriverai-je à me contrôler ?    | 遠慮しちゃう？                  | Enryo Shichau?                          | 7 juin 2008           |
| 11    | Je suis déjà mouillée ?          | もう濡れちゃう？                | Mō Nurechau?                            | 14 juin 2008          |
| 12    | On va enfin le faire ?           | ついにしちゃう？                | Tsui ni Shichau?                        | 21 juin 2008          |
| OAV 1 |                                  | かのこん 〜真夏の大謝肉祭・上〜 | Kanokon: Manatsu no Daishanikusai       | 4 octobre 2009        |
| OAV 2 |                                  | かのこん 〜真夏の大謝肉祭・下〜 | Kanokon: Manatsu no Daishanikusai Shita | 11 octobre 2009       |